# Rudka (gmina Wierzchosławice)
Rudka – wieś w Polsce położona w województwie małopolskim, w powiecie tarnowskim, w gminie Wierzchosławice. W latach 1975–1998 miejscowość należała administracyjnie do województwa tarnowskiego.
Pod względem geograficznym Rudka znajduje się na Podgórzu Bocheńskim. Zabudowania i pola uprawne Rudki zajmują płaskie i równe tereny niziny nad lewym brzegiem Dunajca.
W Rudce istnieje klub piłkarski LKS Rudka, w sezonie 2023/2024 grający w klasie A (grupa Tarnów IV).